# Aiptek

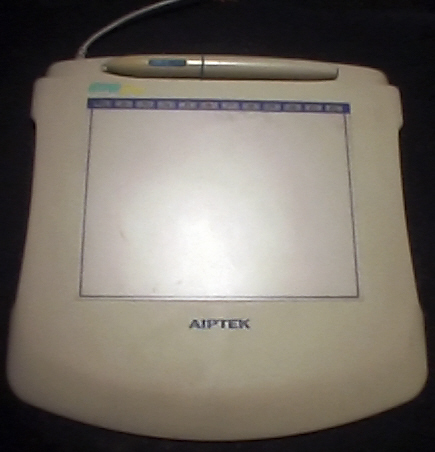
En grafisk ritplatta från Aiptek

Aiptek Inc. (Affordable Innovative Personal Technologies) är ett taiwanesiskt företag som tillverkar elektronikprodukter i lågprissegmentet såsom digitala videokameror, ritplattor och projektorer m.m. Aiptek Inc. grundades 1997 och har sitt säte i Hsinchu, Taiwan.